# Tony Lo Bianco
Tony Lo Bianco (Brooklyn (New York), 19 oktober 1936 – Poolesville (Maryland), 11 juni 2024) was een Amerikaans acteur, filmregisseur, toneelregisseur en toneelproducent.

## Biografie
Lo Bianco is geboren in Brooklyn als een zoon van een taxichauffeur en is van Italiaans/Amerikaanse afkomst. In zijn vroegere jaren was hij actief als bokser en leerde het acteren aan de Drama Workshop in New York.  
Lo Bianco begon in 1965 met acteren in de film The Sex Pirils of Paulette. Hierna heeft hij nog meer dan 105 rollen gespeeld in films en televisieseries zoals The French Connection (1971), Police Story (1973-1976), F.I.S.T. (1978), Jessie (1984), Body of Evidence (1988), Palace Guard (1991), Nixon (1995), Rocky Marciano (1999), Law & Order (1992-2002). 
Lo Bianco is ook actief in het theater als acteur, toneelregisseur en toneelproducent. Als regisseur heeft hij acht producties gedaan en als producent vijfentwintig. In 1983 werd hij genomineerd voor een Tony Award voor zijn rol in het toneelstuk A View from the Bridge. 
Lo Bianco is in het verleden getrouwd geweest waaruit drie kinderen zijn geboren. In 2002 is hij opnieuw getrouwd.
Lo Bianco overleed op 11 juni 2024 op 87-jarige leeftijd op zijn boerderij in Maryland aan prostaatkanker.

## Filmografie

### Films
Selectie:
- 1999 Rocky Marciano – als Frankie Carbo
- 1997 Bella Mafia – als Pietro Carolla
- 1995 Nixon – als Johnny Roselli
- 1978 F.I.S.T. – als Babe Milano
- 1973 Serpico – als politieagent
- 1971 The French Connection – als Sal Boca
- 1968 Star! – als verslaggever

### Televisieseries
Uitgezonderd eenmalige gastrollen.
- 1995 Homicide: Life on the Street – als detective Mitch Drummond – 3 afl.
- 1994 The Maharaja's Daughter – als Vito Capece – miniserie
- 1991 Palace Guard – als Arturo Taft – 8 afl.
- 1984 Jessie – als luitenant Alex Ascoli – 10 afl.
- 1982 Marco Polo – als broeder Nicholas – 2 afl.
- 1977 Jesus of Nazareth - als Quintillius - 4 afl.
- 1973 – 1976 Police Story – als Tony Calabrese – 6 afl.
- 1968 N.Y.P.D. – als Joe Peconic / Muller – 2 afl.

### Filmregisseur
- 1985 To Scared to Scream – film
- 1979 The Duke – televisieserie
- 1979 The Secret Empire – televisieserie
- 1978 Kaz – televisieserie
- 1976 Police Story – televisieserie – 1 afl.

## Theaterwerk opBroadway
- 1989 Hizzoner! – als Fiorello LaGuardia
- 1983 A View from the Bridge – als Eddie
- 1968 The Goodbye Peolple – als Michael Silverman
- 1968 The Exercise – als de acteur
- 1967 The Ninety Day Mistress – als Rudy Avarian
- 1966 The Office – als ??
- 1965 Tartuffe – als sergeant
- 1964 – 1965 Incident at Vichy – als gevangene

- Bibsys: 90776925
- Biblioteca Nacional de España: XX1435657
- Bibliothèque nationale de France: cb14199957c (data)
- CiNii: DA04267385
- Gemeinsame Normdatei: 140849335
- International Standard Name Identifier: 0000 0001 2146 7310
- Library of Congress Control Number: n91047189
- Nationale Bibliotheek van Tsjechië: xx0182300
- Nationale Bibliotheek van Israël: 987007325377005171
- Nederlandse Thesaurus van Auteursnamen: 073110965
- SNAC: w6wx05dn
- Système universitaire de documentation: 090959043
- Virtual International Authority File: 107827642
- WorldCat: E39PBJkhFt9x4mM8PdFTXJ6Yfq